# Wikiquote
Wikiquote é um dos projetos da fundação Wikimedia baseados no sistema de gestão wiki e programa MediaWiki, em execução inicialmente em 2003 na Wikipédia uolofe, implementado por Brion Vibber, com o objetivo principal do projeto é produzir colaborativamente uma vasta referência de citações (em inglês: quote, referência ao nome) de pessoas proeminentes, livros, filmes e provérbios, e a dar detalhes a respeito deles. Ainda existem muitas coleções online de citações, porém o Wikiquote se distingue por  proporcionar ao visitante uma oportunidade de contribuir. As páginas do Wikiquote são ligadas à páginas da Wikipédia sobre personalidades notáveis.
Inicialmente o projeto foi criado em língua inglesa, porém em julho de 2004, mais línguas foram adicionadas.

## História

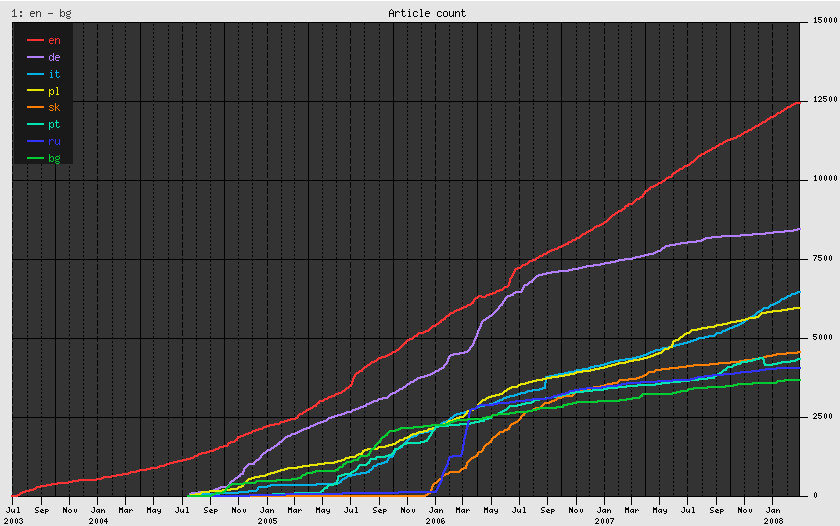
Gráfico mostrando o crescimento das atuais maiores versões do Wikiquote.

O Wikiquote, originalmente surgiu baseado em uma ideia de Daniel Alston e implementada por Brion Vibber. A fim de organizar testes, ela foi primeiramente depositada na pequena Wikipédia em língua uolofe em 27 de junho de 2003. Treze dias depois, em 10 de julho um subdomínio, dentro do domínio da Wikipédia foi criado com o nome de "quote.wikipedia.org". Em 25 de agosto de 2003, o seu próprio domínio da internet foi criado (wikiquote.org), marcando assim, o início oficial do Wikiquote, porém, ele era apenas acessível a um idioma, o inglês. Este projeto, que na época era homogéneo, veio a ser adicionado novas línguas em 17 de julho de 2004. Segue uma lista dos marcos atingidos mais importantes em versões do Wikiquote:
| Data                   | Evento |
| ---------------------- | --- |
| 13 de novembro de 2004 | A versão em língua inglesa alcança o marco único até agora de 2.000 páginas.                                                  |
| Novembro de 2004       | São totalizadas 24 versões da Wikiquote em diferentes idiomas.                                                                |
| Março de 2005          | Unindo todas as versões do projeto, o Wikiquote alcança 10.000 páginas no total. A versão inglesa estava por volta das 3.000. |
| Junho de 2005          | São totalizadas 34 versões em diferentes idiomas, incluindo uma clássica (latim) e uma artificial (esperanto)                 |
| 4 de novembro de 2005  | Wikiquote na versão inglesa atinge 5.000 páginas.                                                                             |
| Abril de 2006          | Wikiquote em língua francesa é fechado por razões legais.                                                                     |
| 4 de dezembro, 2006    | Wikiquote em língua francesa recomeça.                                                                                        |
| 7 de maio, 2007        | 10.000 páginas é a quantidade antingida pela versão inglesa do Wikiquote.                                                     |
| Julho de 2007          | Ao total, existem 40 versões em diferentes línguas.                                                                           |
| Fevereiro 2010         | Wikiquote atinge 100.000 páginas somando as diferentes línguas.                                                               |

## Cooperação multilingual
Em julho de 2004, cerca de 70 subdomínios de diferentes idiomas foram criados. Os seguintes listados são partes de subdomínios nos quais têm sido criados desde julho de 2004.
| - Africâner: Wikiquote - Árabe: ويكي الاقتباس - Búlgaro: Уикицитат - Catalão: Viquidites - Chinês: 維基語錄 - Dinamarquês: Wikiquote - Neerlandês: Wikiquote - Inglês: Wikiquote - Francês: Wikiquote - Alemão: Wikiquote - Grego: Βικιφθέγματα - Hindi: Wikiquote - Hebreu: ויקיציטוט - Húngaro: Wikidézet - Italiano: Wikiquote - Japonês: ウィキクォート | - Coreano: 위키인용집 - Latim: Vicicitatio - Malaio: മലയാളം Wikiquote - Marata: Wikiquote - Panjabi: Wikiquote - Pachto: Wikiquote - Persa: ویکی‌گفتاورد - Polonês: Wikicytaty - Português: Wikiquote - Romeno: Wikicitat - Russo: Викицитатник - Espanhol: Wikiquote - Tâmil: விக்கி மேற்கோள் - Telugu: వికీవ్యాఖ్య - Tailandês: วิกิคำคม - Turco: Vikisöz - Urdu: Wikiquote |

Em 25 de agosto de 2007, onze versões ultrapassaram o marco das 2.000 páginas. A maior Wikiquote é a de língua inglesa com, aproximadamente 16.510 artigos, seguida de perto pela alemã, depois as polaca, italiana, eslovaca, russa e portuguesa, bósnia, búlgara e eslovena. O projeto em francês, na qual foi reiniciada em dezembro de 2006, possui (em 9 de março de 2009) cerca de 1.367 artigos. As 50 maiores versões linguísticas do projeto, (incluindo as sete maiores) possuem 100 ou mais artigos.